# Dirty Penny
Dirty Penny fue un grupo de glam metal, hard rock y sleaze rock proveniente de Santa Cruz, California. Sus influencias como ellos mismos han afirmado son AC/DC, Judas Priest, Iron Maiden, Guns N' Roses, Black Sabbath, Mötley Crüe, Kiss y Poison. Lanzaron dos discos, Take it Sleezy en 2007 y Young and Reckless, que salió a la venta el 17 de septiembre de 2009.

## Historia
Dirty Penny originalmente se llamaba Antidote irónicamente, ya que hacían versiones de Poison (en inglés veneno), pero tuvieron que cambiar de nombre porque una banda danesa se llamaba igual. Dirty Penny empezó a tener más popularidad en Estados Unidos ganando la "Battle of the Bands" (batalla de las bandas) promocionada por jpotmusic.com. Su música forma parte de la nueva ola de glam metal que está surgiendo en los últimos años, y que está formada principalmente por Dirty Penny, Crashdïet y Vains of Jenna, las dos bandas suecas.

El bajista Tyno Vicent (nombre original Tyno Molinaro) dijo una vez de la banda:  

"Estábamos muy metidos en el punk de la vieja escuela, como The Misfits cuando nos empezó a interesar la música, luego nos metimos en el glam para joder a nuestra ciudad... Pero el punk tiene muchas reglas, y eso no es muy Punk. El Rock n' Roll no tiene ninguna regla, todo el mundo puede tomar drogas o no tomar drogas o vestirse como quieran. Mucha gente está cansada de lo del screamo y lo de "no estoy bien". Es como, no todo el mundo esta bien, ¿entiendes? Olvídate de eso. Divíertete. Eso es lo que haces con la música, te olvidas de toda la mierda.  Antidote era como nuestras ruedas de entrenamiento cuando estábamos aprendiendo a tocar, pero yo considero el comienzo de nuestra banda como tal cuando nos convertimos en Dirty Penny y grabamos nuestro disco... Hay muchos que nos odian... Estamos clasificados en Santa Cruz como una banda de versiones y eso probablemente nunca cambiará, pero mola salir por ahi a sentir respeto por lo que estamos haciendo ahora de otras bandas de glam metal más antiguas"

Take it Sleezy

El disco debut de Dirty Penny es Take it Sleezy, que salió el 8/2/2007. 
Young & Reckless

Salió el 17, 2009.

## Miembros
Binge Daniels - Vocals

Jonny Prynce - Guitar

Tyno Vincent - Bass

Spanky Savage- Drums